# مجید بزرگمهری
مجید بزرگمهری (زاده ۱۰ آذر ماه ۱۳۴۲ در تهران) حقوقدان و پژوهشگر علوم سیاسی است. پژوهش‌های او بیشتر در حوزه تاریخ روابط بین الملل، سیاست خارجی کشورهای اسلامی، سازمان های بین المللی و حکومت در فرانسه و مسائل حقوقی آن است.

## زندگی
او در سال ۱۳۴۲ در تهران متولد شد. لیسانس خود را در رشته علوم سیاسی از دانشگاه امام صادق گرفت و سپس برای ادامه تحصیل به فرانسه رفت. در سال ۱۹۹۰ در رشته علوم سیاسی از دانشگاه تولوز فرانسه فوق لیسانس دریافت کرد و در سال ۱۹۹۵ موفق به اخذ درجه دکترا در همان رشته از دانشگاه تولوز شد.

## فعالیت های علمی
مجید بزرگمهری آثار متعددی در زمینه حقوق، تاریخ و علوم سیاسی دارد. او از سال ۱۹۹۹ به تدریس علوم سیاسی در دانشگاه بین المللی امام خمینی قزوین (۱۹۹۹–۲۰۱۷ و از ۲۰۱۹ تا ۲۰۲۱) اشتغال داشته است. وی به مدت ۱۲ سال نیز با سمت علمی دانشیار در هیئت علمی دانشگاه آزاد اسلامی خدمت کرده است. مجید بزرگمهری در سال ۲۰۱۷ برای تحقیق و تدریس به عنوان استاد مدعو در دانشگاه یورک (کانادا)، ایران را به مدت یکسال ترک گفت. مجید بزرگمهری به زبان های انگلیسی، فرانسوی و عربی تسلط دارد؛برای یک دوره سمت مدیر مسئول فصلنامه علمی - پژوهشی فارسی - انگلیسی «پژوهشهای سیاسی جهان اسلام» را بر عهده داشته است.   مجید بزرگمهری نویسنده کتاب تاریخ روابط بین الملل (۱۸۷۰ - ۱۹۴۵) می باشد که این کتاب از منابع اصلی درس تاریخ روابط بین الملل در رشته علوم سیاسی می باشد؛ همچنین این کتاب یکی از منابع آزمون کارشناسی ارشد رشته های روابط بین الملل و مطالعات منطقه ای نیز می باشد.

## تألیف‌ها
- تاریخ روابط بین الملل (۱۸۷۰ - ۱۹۴۵)، انتشارات سمت، چاپ اول ۱۳۸۴
- آینده همگرایی اروپا فدرالیسم و یا سازمانی بین‌المللی، نشر آریان قلم،چاپ اول ۱۳۹۳
- مجلس خبرگان رهبری: اختیارات و وظایف، انتشارات دادگستر، چاپ اول ۱۳۹۸
- اتحادیه اروپایی در دو دهه اخیر: تاثیر همگرایی اروپایی‌ بر ساختار نظام‌های ملی (انگلستان و فرانسه)، انتشارات دانشگاه بین المللی امام خمینی قزوین، چاپ اول ۱۳۸۸
- الجزایر: مقاومت و حماسه: گفتارها در گذر تاریخ ۲۰۰۰ - ۱۸۲۷، انتشارات دانشگاه بین المللی امام خمینی قزوین، چاپ اول ۱۳۹۷
- جایگاه حقوقی مقامات عالیه مملکتی در جمهوری اسلامی ایران و فرانسه، مرکز اسناد انقلاب اسلامی، چاپ اول ۱۳۸۹
- نظری بر قوانین و نقش احزاب سیاسی در انتخابات فرانسه، نشر نیکان کتاب، چاپ اول ۱۳۹۰
- نقش سازمان ملل متحد در مبارزه با تروریسم، انتشارات دانشگاه بین المللی امام خمینی قزوین، چاپ اول ۱۳۹۱[۷]